# Calle del Barco (Madrid)
La calle del Barco, antiguamente también calle de Don Juan de Alarcón, es una vía pública de la ciudad española de Madrid, situada en el barrio de Universidad, distrito Centro, y que une la calle del Desengaño con la plaza de San Ildefonso.

## Historia

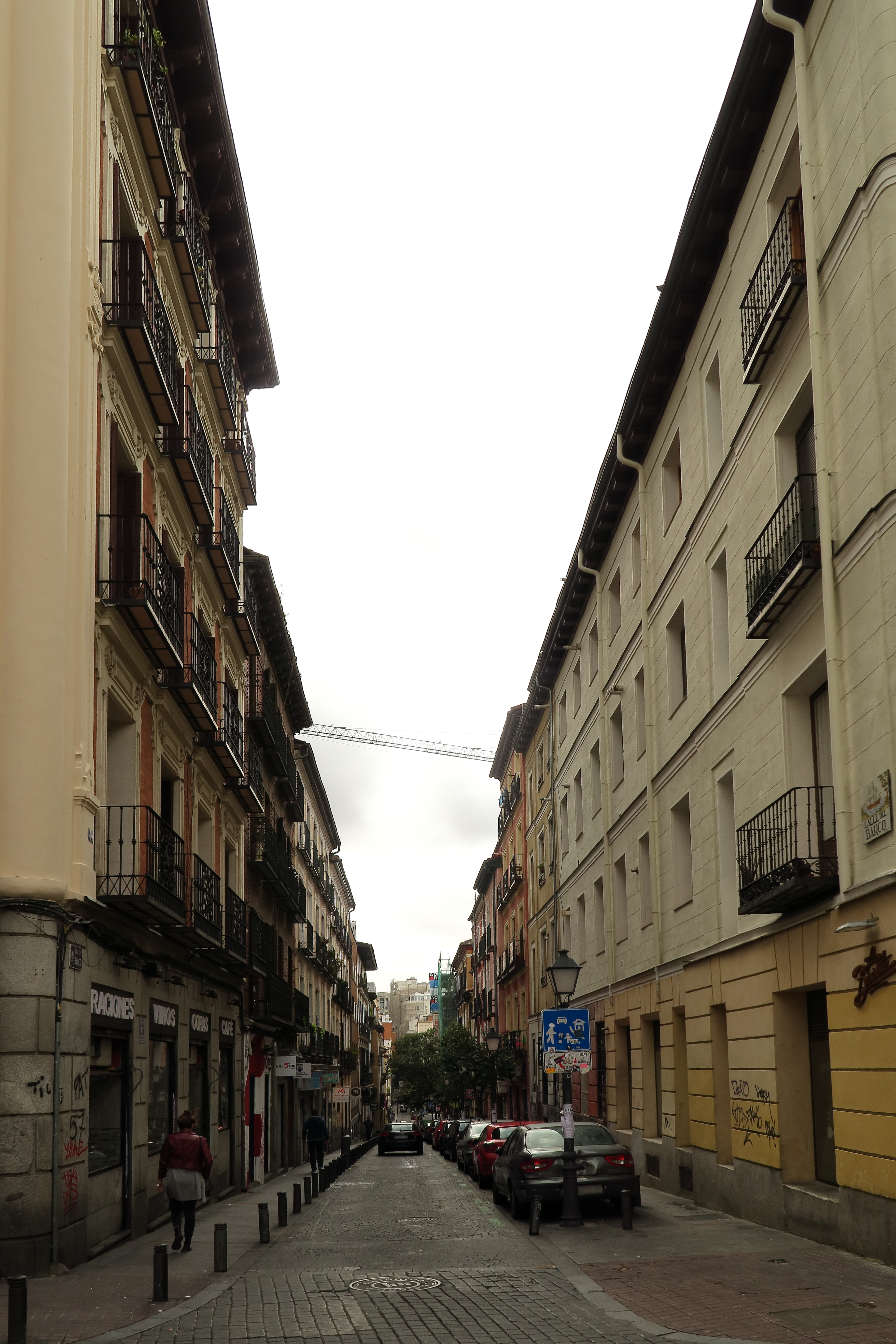
Calle del Barco, desde calle Colón (en 2016)

Está situada entre la calle del Desengaño y la plaza de San Ildefonso. En el plano de Texeira tenía el nombre de «calle de Don Juan de Alarcón», mientras que en el de Antonio Espinosa de los Monteros ya aparecía como «calle del Barco». En 1889, los antecedentes de construcciones particulares comenzarían en 1747. Según recogen Hilario Peñasco de la Puente y Carlos Cambronero, según la leyenda el nombre del Barco haría referencia a la configuración de la calle, tradición que también señala Antonio de Capmany. En una pensión de la calle residió un joven Antonio Cánovas del Castillo, mientras trabajaba de periodista. En el número 20 se hallaba establecida a finales del siglo xix la Sociedad Protectora de Animales y Plantas, fundada el 5 de mayo de 1878 por Emilio Ruiz de Salazar.